# Gojčevići
Gojčevići (en serbe cyrillique : Гојчевићи) est un village de Bosnie-Herzégovine. Il est situé dans la municipalité de Novo Goražde et dans la république serbe de Bosnie. Selon les premiers résultats du recensement bosnien de 2013, il compte 15 habitants.

## Géographie
Gojčevići est situé le long de la route européenne E761.

## Démographie

### Répartition de la population par nationalités (1991)
En 1991, le village comptait 48 habitants, tous Musulmans (Bosniaques).